# دانيال فارابيلو
دانيال فارابيلو  (بالإسبانية: Daniel Farabello) مواليد 18 أكتوبر 1973، هو لاعب كرة سلة أرجنتيني. يبلغ طوله 6 قدم 4 بوصة (1.9 م).

## الميداليات
| الميدالية | المسابقة                             |
| --------- | ------------------------------------ |
| ذهبية     | بطولة أمم الأمريكتين لكرة السلة 2005 |

## روابط خارجية
- دانيال فارابيلو على موقع الاتحاد الدولي لكرة السلة (الإنجليزية)
- دانيال فارابيلو على موقع الدوري الإسباني لكرة السلة (الإسبانية)
- دانيال فارابيلو على موقع كرة السلة الأوروبية.كوم (الإنجليزية)
- دانيال فارابيلو على موقع ريلجم (الإنجليزية)
- دانيال فارابيلو على موقع بروبوليرز (الإنجليزية)
- دانيال فارابيلو على موقع سبورتس رفرنس (الإنجليزية)
- دانيال فارابيلو على موقع أوليمبيديا (الإنجليزية)